# Hipólita Bolívar
Hipólita (nombre de esclava: Hipólita Bolívar; San Mateo, 1763-Caracas, 25 de junio de 1835), también conocida como la Negra Hipólita, fue la ama de crianza del libertador Simón Bolívar.

## Biografía
Cuando nació Simón Bolívar en 1783, su madre María de la Concepción Palacios y Blanco, se vio en la necesidad, por quebrantos de salud, de buscarle una nodriza. En un principio, la cubana Inés Mancebo de Miyares, mujer de Fernando Miyares y Mancebo, y amiga de la madre de Bolívar, lo amamantó durante sus primeros 30 días de nacido. Luego  llegaría Hipólita, esclava de la hacienda «El Ingenio», en San Mateo, propiedad de la familia. Este hecho fue recordado por el propio Bolívar en diversas oportunidades, mostrando en cartas (1825) y gestos (1827) el cariño que siempre sintió por Hipólita, a quien llegó a considerar «su madre y su padre».
Hipólita se casó con Mateo Bolívar, también siervo de la familia Bolívar, pero de la hacienda «Santo Domingo de Macaire», en Caucagua, estado Miranda. Tuvo un hijo de nombre Dionisio, de la misma edad de Simón. Dionisio llegó a ser sargento del ejército Libertador. Bolívar les concedió la libertad a los esclavos que le quedaban, entre ellos a Hipólita, en 1822, después de la batalla de Carabobo. Hipólita contaba con veinte años de edad cuando nació Simón Bolívar y no es la misma persona a quien también en la historia de la familia Bolívar se conoció como Matea Bolívar o como la Negra Matea, quien contaba con la edad de diez años cuando nace el Libertador y quien hiciera tarea de compañera de juego del niño Simón. Hipólita y Matea fueron en la prácticas compañeras y amigas inseparables.
Tras la emigración a Oriente, en 1814, Simón Bolívar, encarga el cuidado de su hermana, Juana Bolívar Palacios, a Hipólita, mientras que Matea se queda con María Antonia Bolívar. No obstante, después de la batalla de Carabobo en 1821, Bolívar le concedió la libertad a los esclavos que le quedaban, entre ellos a Hipólita, quien se iría a vivir con María Antonia. En una carta que le escribió a María Antonia, Bolívar pide que la proteja "para que tenga una vejez digna.
En 1825, Bolívar escribió una carta, desde Ecuador, en la que le pidió a su sobrino que le entregara a Hipólita mensualmente "treinta pesos para que se mantenga mientras viva". En otra misiva, de 1827, el prócer le agradeció a un amigo en Caracas, el haber acatado su petición de pagarle una pensión de un año a Hipólita.
Sus restos simbólicos reposaron en la cripta de los Bolívar en la catedral de Caracas hasta el 8 de marzo de 2017, cuando junto a Matea Bolívar y la Jefa Apacuana, fueron elevadas al Panteón Nacional.